# A Pentatonix Christmas
A Pentatonix Christmas è il quinto album del gruppo a cappella statunitense Pentatonix, pubblicato il 21 ottobre 2016.

## Tracce
1. O Come, All Ye Faithful – 3:35
2. God Rest Ye Merry Gentlemen – 2:29
3. White Christmas (feat. The Manhattan Transfer) – 3:18
4. I'll Be Home For Christmas – 3:27
5. Up On the Housetop – 2:15
6. The Christmas Sing-Along – 3:16
7. Coventry Carol – 3:02
8. Hallelujah – 4:28
9. Coldest Winter – 2:28
10. Good to Be Bad – 2:07
11. Merry Christmas, Happy Holidays – 3:57

## Formazione
- Scott Hoying
- Mitch Grassi
- Kirstin Maldonado
- Avi Kaplan
- Kevin Olusola

## Classifiche
Di seguito è riportata una tabella con la posizione massima raggiunta dall'album nei vari paesi e quante settimane vi è restato nella determinata posizione.
| Paese         | Posizione raggiunta | Numero di settimane |
| ------------- | ------------------- | ------------------- |
| Svizzera      | 21                  | 8                   |
| Germania      | 20                  | 7                   |
| Austria       | 5                   | 8                   |
| Francia       | 173                 | 2                   |
| Paesi Bassi   | 13                  | 9                   |
| Belgio        | 18                  | 9                   |
| Svezia        | 27                  | 8                   |
| Norvegia      | 14                  | 7                   |
| Danimarca     | 26                  | 4                   |
| Italia        | 29                  | 7                   |
| Spagna        | 100                 | 1                   |
| Australia     | 16                  | 8                   |
| Nuova Zelanda | 18                  | 8                   |